# Danh sách nhà máy điện gió ở Việt Nam
Đây là Danh sách các nhà máy điện gió tại Việt Nam theo các nguồn báo chí. Để thuận lợi theo dõi danh sách này xếp "Tỉnh" thành cột riêng. Chữ viết tắt: GĐ: Giai đoạn, PLM(MW): Công suất lắp máy tính theo Mega Watt, do còn thiếu thông tin nên hấu hết số nêu ra là công suất đỉnh MWp.
| Tên nhà máy                   | Công suất PLM (MW) | Sản lượng (triệu KWh /năm) | Khởi công | Hoạt động | Tọa độ                                            | Vị trí xã, huyện                                         | Tỉnh             |
| ----------------------------- | ------------------ | -------------------------- | --------- | --------- | ------------------------------------------------- | -------------------------------------------------------- | ---------------- |
| BT1 Gia Ninh                  | 109.2              |                            | 9/2020    | 7/2021    | 17°20′31″B 106°42′56″Đ / 17,342031°B 106,715522°Đ | xã Gia Ninh, huyện Quảng Ninh                            | Quảng Bình       |
| BT2 Ngư Thủy Bắc - GĐ1        | 100.8              |                            | 9/2020    | 11/2021   | 17°17′08″B 106°47′37″Đ / 17,285558°B 106,793576°Đ | xã Ngư Thủy Bắc, huyện Lệ Thủy                           | Quảng Bình       |
| Amaccao Quảng Trị 1           | 50                 |                            | 1/2020    | 11/2021   | 16°35′39″B 106°42′47″Đ / 16,594245°B 106,713119°Đ | Tt. Khe Sanh, huyện Hướng Hóa                            | Quảng Trị        |
| Gelex 1,2,3                   | 90                 |                            | 2019      | 11/2021   | 16°43′04″B 106°44′13″Đ / 16,7177°B 106,736841°Đ   | xã Hướng Linh, huyện Hướng Hóa                           | Quảng Trị        |
| Hải Anh                       | 40                 |                            | 2021      | 11/2021   | 16°39′12″B 106°36′37″Đ / 16,653382°B 106,610221°Đ | xã Hướng Phùng, huyện Hướng Hóa                          | Quảng Trị        |
| Hoàng Hải                     | 50                 |                            | 12/2020   | 2021      | 16°35′24″B 106°44′40″Đ / 16,590043°B 106,74443°Đ  | xã Húc, huyện Hướng Hóa                                  | Quảng Trị        |
| Hướng Hiệp 1                  | 30                 | 126                        | 4/2019    | 12/2020   | 16°45′01″B 106°51′00″Đ / 16,750148°B 106,849997°Đ | xã Hướng Hiệp, huyện Hướng Hóa                           | Quảng Trị        |
| Hướng Linh 1,2                | 60                 | 244,68                     | 2016      | 5/2017    | 16°42′23″B 106°46′03″Đ / 16,706404°B 106,76745°Đ  | xã Hướng Linh, huyện Hướng Hóa                           | Quảng Trị        |
| Hướng Linh 3                  | 30                 |                            | 4/2019    | 12/2020   | 16°42′35″B 106°42′11″Đ / 16,709711°B 106,702991°Đ | xã Hướng Linh, huyện Hướng Hóa                           | Quảng Trị        |
| Hướng Linh 4                  | 30                 | 100                        |           | 2021      | 16°42′56″B 106°42′53″Đ / 16,71568°B 106,714773°Đ  | xã Hướng Linh, huyện Hướng Hóa                           | Quảng Trị        |
| Hướng Linh 5                  | 30                 |                            | 2020      | 2021      |                                                   | xã Hướng Linh, huyện Hướng Hóa                           | Quảng Trị        |
| Hướng Linh 7                  | 30                 |                            | 2020      | 2021      |                                                   | xã Hướng Linh, huyện Hướng Hóa                           | Quảng Trị        |
| Hướng Linh 8                  | 25.2               |                            | 2020      | 2021      |                                                   | xã Hướng Linh, huyện Hướng Hóa                           | Quảng Trị        |
| Hướng Phùng 1                 | 30                 | 81,1                       | 6/2019    | 2020      | 16°42′39″B 106°34′34″Đ / 16,710793°B 106,576168°Đ | xã Hướng Phùng, huyện Hướng Hóa                          | Quảng Trị        |
| Hướng Phùng 2                 | 20                 | 77,5                       | 2019      | 2021      |                                                   | xã Hướng Phùng, huyện Hướng Hóa                          | Quảng Trị        |
| Hướng Phùng 3                 | 30                 | 116,3                      | 2019      | 2021      | 16°43′09″B 106°35′35″Đ / 16,719286°B 106,59299°Đ  | xã Hướng Phùng, huyện Hướng Hóa                          | Quảng Trị        |
| Hướng Tân                     | 48                 |                            | 8/2020    | 2021      | 16°40′11″B 106°40′54″Đ / 16,669647°B 106,681702°Đ | xã Tân Thành và Hướng Tân, huyện Hướng Hóa               | Quảng Trị        |
| Liên Lập                      | 48                 | 158,8                      | 2020      | 10/2021   | 16°37′58″B 106°41′30″Đ / 16,632736°B 106,691688°Đ | xã Tân Liên và Tân Lập, huyện Hướng Hóa                  | Quảng Trị        |
| Phong Huy                     | 48                 | 133,7                      | 9/2020    | 10/2021   | 16°40′40″B 106°39′27″Đ / 16,677644°B 106,657497°Đ | xã Tân Thành và Hướng Tân, huyện Hướng Hóa               | Quảng Trị        |
| Phong Liệu                    | 48                 | 133,7                      | 2020      | 10/2021   | 16°41′21″B 106°39′26″Đ / 16,689098°B 106,657213°Đ | xã Tân Thành, Hướng Phùng, huyện Hướng Hóa               | Quảng Trị        |
| Phong Nguyên                  | 48                 | 133,7                      | 9/2020    | 10/2021   | 16°41′02″B 106°35′42″Đ / 16,683998°B 106,59498°Đ  | xã Tân Thành, Hướng Phùng, huyện Hướng Hóa               | Quảng Trị        |
| Tài Tâm                       | 48                 |                            | 12/2020   | 2021      | 16°35′38″B 106°42′49″Đ / 16,59401°B 106,713516°Đ  | xã Húc, huyện Hướng Hóa                                  | Quảng Trị        |
| Tân Linh                      | 48                 |                            | 2020      | 2021      | 16°39′53″B 106°42′33″Đ / 16,664749°B 106,709058°Đ | xã Hướng Tân, huyện Hướng Hoá                            | Quảng Trị        |
| Fujiwara Bình Định            | 50                 |                            |           | 2/2020    | 13°59′23″B 109°14′53″Đ / 13,989837°B 109,248016°Đ | xã Cát Hải, huyện Phù Cát                                | Bình Định        |
| Phương Mai 3                  | 20.79              | 50                         | 7/2018    | 1/2020    | 13°54'45.9"B 109°14'24.9"Đ                        | KKT Nhơn Hội, Tp. Quy Nhơn                               | Bình Định        |
| Nhơn Hội 1                    | 30                 |                            | 2020      | 9/2021    | 13°51′16″B 109°16′58″Đ / 13,854386°B 109,282892°Đ | KKT Nhơn Hội, Tp. Quy Nhơn                               | Bình Định        |
| Nhơn Hội 2                    | 30                 |                            | 2020      | 6/2023    | 13°51′12″B 109°16′28″Đ / 13,853468°B 109,274394°Đ | KKT Nhơn Hội, Tp. Quy Nhơn                               | Bình Định        |
| Phương Mai 1                  | 26.4               |                            | 12/2017   | 10/2021   | 13°54′44″B 109°15′08″Đ / 13,912112°B 109,252321°Đ | KKT Nhơn Hội, Tp. Quy Nhơn                               | Bình Định        |
| Tân Tấn Nhật - Đăk Glei       | 50                 |                            | 12/2020   | 11/2021   | 14°55′17″B 107°42′42″Đ / 14,921393°B 107,711756°Đ | xã Đăk Môn & Đăk Kroong, huyện Đăk Glei                  | Kon Tum          |
| Chế Biến Tây Nguyên           | 50                 | 160                        | 9/2020    | 2021      | 13°50′57″B 107°55′52″Đ / 13,849217°B 107,931092°Đ | xã Bàu Cạn, huyện Chư Prông                              | Gia Lai          |
| Chơ Long                      | 155                |                            | 1/2021    | 11/2021   | 13°46′13″B 108°27′13″Đ / 13,770171°B 108,45361°Đ  | xã Chơ Long, huyện Kông Chro                             | Gia Lai          |
| Cửu An                        | 46.2               |                            | 2020      | 2021      | 14°01′16″B 108°43′17″Đ / 14,021073°B 108,721283°Đ | xã Cửu An, thị xã An Khê                                 | Gia Lai          |
| HBRE Chư Prông                | 50                 | 160                        | 2020      | 11/2021   | 13°49′22″B 107°56′55″Đ / 13,822772°B 107,948606°Đ | xã Ia Phìn, huyện Chư Prông                              | Gia Lai          |
| Hưng Hải Gia Lai              | 100                |                            | 2020      | 2021      | 13°51′42″B 108°27′09″Đ / 13,861722°B 108,4525°Đ   | xã An Trung và Chư Krey, huyện Kông Chro                 | Gia Lai          |
| Ia Bang 1                     | 50                 |                            | 11/2020   | 2021      | 13°48′12″B 107°59′28″Đ / 13,803359°B 107,991143°Đ | xã Ia Bang, huyện Chư Prông                              | Gia Lai          |
| Ia Boòng - Chư Prông          | 50                 |                            | 2021      | 2021      | 13°41′33″B 107°48′39″Đ / 13,692419°B 107,810821°Đ | xã Ia Boòng, huyện Chư Prông                             | Gia Lai          |
| Ia Le 1                       | 100                | 320,7                      | 8/2020    | 10/2021   | 13°28′32″B 108°05′03″Đ / 13,475491°B 108,084294°Đ | xã Ia Le, huyện Chư Pưh                                  | Gia Lai          |
| Ia Pếch 1                     | 50                 |                            | 2020      | 2021      | 13°54′55″B 107°51′21″Đ / 13,91534°B 107,855871°Đ  | xã Ia Pếch, huyện Ia Grai                                | Gia Lai          |
| Ia Pếch 2                     | 150                |                            |           |           |                                                   | xã Ia Pếch, huyện Ia Grai                                | Gia Lai          |
| Ia Pết - Đak Đoa 1            | 99                 | 550                        |           | 10/2021   | 13°54′47″B 108°07′50″Đ / 13,912917°B 108,130492°Đ | xã Ia Pết, huyện Đak Đoa                                 | Gia Lai          |
| Ia Pết - Đak Đoa 2            | 99                 | 550                        |           | 10/2021   |                                                   | xã Ia Pết, huyện Đak Đoa                                 | Gia Lai          |
| Ia Pết 1                      | 100                | 550                        |           | 10/2021   | 13°54′47″B 108°07′50″Đ / 13,912917°B 108,130534°Đ | xã Ia Pết, huyện Đak Đoa                                 | Gia Lai          |
| Ia Pết 2                      | 100                | 550                        |           | 10/2021   |                                                   | xã Ia Pết, huyện Đak Đoa                                 | Gia Lai          |
| Nhơn Hòa 1                    | 50                 |                            | 1/2021    | 10/2021   | 13°30′24″B 108°05′26″Đ / 13,506656°B 108,090579°Đ | xã Ia Phang, huyện Chư Pưh                               | Gia Lai          |
| Nhơn Hòa 2                    | 50                 |                            | 1/2021    | 2021      |                                                   | xã Chư Don, huyện Chư Pưh                                | Gia Lai          |
| Phát Triển Miền Núi           | 50                 | 160                        | 9/2020    | 2021      | 13°52′11″B 107°52′30″Đ / 13,869794°B 107,875006°Đ | xã Bàu Cạn, huyện Chư Prông                              | Gia Lai          |
| Song An                       | 46.2               |                            | 2020      | 2021      | 13°58′28″B 108°41′31″Đ / 13,974423°B 108,692077°Đ | xã Song An, thị xã An Khê                                | Gia Lai          |
| Yang Trung                    | 145                |                            | 1/2021    | 11/2021   | 13°47′23″B 108°27′23″Đ / 13,789811°B 108,456318°Đ | xã Yang Trung, huyện Kông Chro                           | Gia Lai          |
| Cư Né 1                       | 50                 |                            |           | 2021      | 13°05′10″B 108°13′27″Đ / 13,08622°B 108,224081°Đ  | xã Cư Né, huyện Krông Búk                                | Đăk Lăk          |
| Cư Né 2                       | 50                 |                            |           | 2021      |                                                   | xã Cư Né, huyện Krông Búk                                | Đăk Lăk          |
| Ea Nam                        | 400                | 1173                       | 1/2021    | 12/2021   | 13°08′55″B 108°12′02″Đ / 13,1486°B 108,200417°Đ   | xã Ea Nam, Ea Khal, Dliê Yang, huyện Ea H'leo            | Đăk Lăk          |
| Krông Búk 1                   | 50                 |                            | 2021      | 2021      | 13°02′17″B 108°12′07″Đ / 13,037971°B 108,20187°Đ  | xã Cư Pơng & Chư Kbô, huyện Krông Búk                    | Đăk Lăk          |
| Krông Búk 2                   | 50                 |                            | 2021      | 2021      |                                                   | xã Cư Pơng & Chư Kbô, huyện Krông Búk                    | Đăk Lăk          |
| Ea H'leo                      | 57                 |                            | 2020      | 2021      | 13°13′28″B 108°05′00″Đ / 13,224536°B 108,083379°Đ | xã Cư Mốt, huyện Ea H’leo                                | Đăk Lăk          |
| Đăk Hòa                       | 50                 |                            | 2021      | 2021      | 12°19′55″B 107°38′10″Đ / 12,332021°B 107,635983°Đ | xã Đăk Hòa, huyện Đăk Song                               | Đăk Nông         |
| Đăk N'Drung 2                 | 100                |                            | 2021      | 2021      | 12°18′35″B 107°33′10″Đ / 12,30986°B 107,552653°Đ  | xã Thuận Hà & Thuận Thạnh, huyện Đăk Song                | Đăk Nông         |
| Đăk N'Drung 3                 | 100                |                            | 2021      | 2021      |                                                   | xã Thuận Hà & Thuận Thạnh, huyện Đăk Song                | Đăk Nông         |
| Nam Bình 1                    | 30                 |                            | 11/2020   | 10/2021   | 12°17′30″B 107°36′03″Đ / 12,291739°B 107,600752°Đ | xã Nam Bình, huyện Đăk Song                              | Đăk Nông         |
| 7A Thuận Nam                  | 50                 |                            |           | 10/2021   |                                                   | xã Phước Minh, huyện Thuận Nam                           | Ninh Thuận       |
| BIM Thuận Nam                 | 88                 | 306,9                      | 2/2021    | 11/2021   | 11°23′57″B 108°52′21″Đ / 11,399285°B 108,872554°Đ | xã Phước Ninh, Phước Minh và Phước Diêm, huyện Thuận Nam | Ninh Thuận       |
| Công Hải 1 GD1                | 3                  |                            | 5/2014    | 2020      | 11°46′59″B 109°05′58″Đ / 11,783098°B 109,099455°Đ | xã Công Hải, huyện Thuận Bắc                             | Ninh Thuận       |
| Công Hải 1 GD2                | 37.5               |                            |           |           |                                                   | xã Công Hải, huyện Thuận Bắc                             | Ninh Thuận       |
| Đầm Nại                       | 40                 | 110                        |           | 11/2018   | 11°40′47″B 109°03′21″Đ / 11,679858°B 109,055855°Đ | xã Bắc Sơn, huyện Thuận Bắc                              | Ninh Thuận       |
| Hanbaram                      | 115.6              |                            | 2019      | 2021      |                                                   | xã Tân Hải, huyện Ninh Hải                               | Ninh Thuận       |
| Lợi Hải 2                     | 30                 |                            | 5/2021    | 11/2021   | 11°44′27″B 109°03′46″Đ / 11,740862°B 109,062903°Đ | xã Lợi Hải, huyện Thuận Bắc                              | Ninh Thuận       |
| Mũi Dinh                      | 37.6               | 105                        |           | 11/2018   | 11°28′05″B 109°00′46″Đ / 11,468067°B 109,012662°Đ | xã Phước Dinh, huyện Thuận Nam                           | Ninh Thuận       |
| Phước Hữu - Duyên Hải 1       | 30                 |                            | 3/2021    |           | 11°29′09″B 108°53′50″Đ / 11,485803°B 108,897311°Đ | xã Phước Hữu, huyện Ninh Phước                           | Ninh Thuận       |
| Phước Minh                    | 27.2               |                            | 8/2018    | 2021      | 11°25′42″B 108°52′55″Đ / 11,428279°B 108,881891°Đ | xã Phước Ninh và Phước Minh, huyện Thuận Nam             | Ninh Thuận       |
| Số 5 Ninh Thuận               | 46.2               | 136,3                      | 2020      | 9/2021    |                                                   | xã Phước Hữu, huyện Ninh Phước                           | Ninh Thuận       |
| Trung Nam Ninh Thuận          | 152                | 426                        |           | 4/2019    | 11°41′18″B 109°01′48″Đ / 11,688207°B 109,029904°Đ | xã Bắc Phong, huyện Thuận Bắc                            | Ninh Thuận       |
| Win Energy Chính Thắng        | 50                 |                            | 11/2018   | 3/2021    | 11°29′22″B 108°55′42″Đ / 11,489467°B 108,928353°Đ | xã Phước Ninh, huyện Thuận Nam                           | Ninh Thuận       |
| Hòa Thắng 1,2                 | 72                 |                            | 2018      |           | 11°08′00″B 108°29′08″Đ / 11,133334°B 108,485673°Đ | xã Hòa Thắng, huyện Bắc Bình                             | Bình Thuận       |
| Hòa Thắng 2.2                 | 20                 |                            |           |           | 11°07′40″B 108°27′31″Đ / 11,127744°B 108,458473°Đ | xã Hòa Thắng, huyện Bắc Bình                             | Bình Thuận       |
| Hồng Phong 1                  | 40                 |                            | 1/2020    | 10/2021   | 11°01′27″B 108°20′03″Đ / 11,02417°B 108,334173°Đ  | xã Hồng Phong, huyện Bắc Bình                            | Bình Thuận       |
| Phong Điện 1 - Bình Thuận GĐ1 | 30                 | 85                         |           | 2017      | 11°11′54″B 108°38′11″Đ / 11,198431°B 108,636299°Đ | xã Bình Thạnh và Chí Công, huyện Tuy Phong               | Bình Thuận       |
| Phong Điện 1 - Bình Thuận GĐ2 | 30                 | 85                         |           | 10/2021   |                                                   | xã Bình Thạnh và Chí Công, huyện Tuy Phong               | Bình Thuận       |
| Phú Lạc                       | 24                 | 59                         | 7/2015    | 9/2016    | 11°13′34″B 108°41′41″Đ / 11,226099°B 108,69478°Đ  | xã Phú Lạc, huyện Tuy Phong                              | Bình Thuận       |
| Phú Lạc GĐ 2                  | 25.2               | 84,7                       | 2021      | 2021      |                                                   | xã Phú Lạc, huyện Tuy Phong                              | Bình Thuận       |
| Phú Quý                       | 6                  | 25,4                       | 11/2010   | 8/2012    | 10°32′33″B 108°56′11″Đ / 10,542439°B 108,936303°Đ | xã Long Hải và Ngũ Phụng đảo Phú Quý,                    | Bình Thuận       |
| Thái Hòa                      | 90                 | 225                        | 9/2020    | 2021      | 11°06′07″B 108°24′14″Đ / 11,101934°B 108,403835°Đ | xã Hòa Thắng, huyện Bắc Bình                             | Bình Thuận       |
| Thuận Bình                    | 24                 |                            |           | 9/2016    | 11°14′31″B 108°42′25″Đ / 11,241992°B 108,706817°Đ | xã Phú Lạc, huyện Tuy Phong                              | Bình Thuận       |
| Thuận Nam (Hàm Cường 2)       | 20                 |                            | 2020      | 2021      |                                                   | xã Hàm Cường, huyện Hàm Thuận Nam                        | Bình Thuận       |
| Thuận Nhiên Phong             | 30.4               |                            | 3/2021    | 2021      | 11°02′59″B 108°24′08″Đ / 11,049705°B 108,402138°Đ | xã Hoà Thắng, huyện Bắc Bình                             | Bình Thuận       |
| Tuy Phong                     | 30                 | 85                         | 2008      | 4/2012    | 11°13′10″B 108°40′18″Đ / 11,219514°B 108,671737°Đ | xã Bình Thạnh, huyện Tuy Phong                           | Bình Thuận       |
| Cầu Đất                       | 60                 | 150                        | 3/2019    | 11/2021   | 11°52′10″B 108°33′31″Đ / 11,869458°B 108,558588°Đ | xã Trạm Hành, Tp. Đà Lạt                                 | Lâm Đồng         |
| Côn Đảo                       | 4                  |                            |           | 2015      | 8°39′32″B 106°37′09″Đ / 8,658966°B 106,61924°Đ    | Côn Đảo                                                  | Bà Rịa - Côn Đảo |
| Tân Phú Đông 1                | 100                |                            |           |           | 10°14′11″B 106°47′16″Đ / 10,236278°B 106,787876°Đ | xã Tân Thành, huyện Gò Công Đông                         | Tiền Giang       |
| Tân Phú Đông 2                | 50                 |                            | 2/2021    | 2021      | 10°15′57″B 106°46′01″Đ / 10,265924°B 106,766933°Đ | xã Tân Thành, huyện Gò Công Đông                         | Tiền Giang       |
| Bình Đại                      | 30                 |                            | 11/2017   | 6/2021    | 10°08′08″B 106°46′38″Đ / 10,135482°B 106,777213°Đ | xã Thừa Đức, huyện Bình Đại                              | Bến Tre          |
| Hải Phong                     | 600                |                            | 2020      |           | 9°49′39″B 106°37′50″Đ / 9,82763°B 106,630425°Đ    | xã Thạnh Phong, huyện Thạnh Phú                          | Bến Tre          |
| Nexif Energy GĐ1 (80M)        | 30                 |                            | 11/2019   | 2021      | 9°52′11″B 106°41′28″Đ / 9,869625°B 106,691212°Đ   | xã Thạnh Hải, huyện Thạnh Phú                            | Bến Tre          |
| Số 5 - Thạnh Hải 1            | 30                 |                            | 2020      | 2021      | 9°55′03″B 106°39′56″Đ / 9,917389°B 106,665505°Đ   | xã Thạnh Hải, huyện Thạnh Phú                            | Bến Tre          |
| Số 5 - Thạnh Hải 2            | 30                 |                            |           |           |                                                   |                                                          | Bến Tre          |
| Số 5 - Thạnh Hải 3            | 30                 |                            |           |           |                                                   |                                                          | Bến Tre          |
| Số 5 - Thạnh Hải 4            | 30                 |                            |           |           |                                                   |                                                          | Bến Tre          |
| Số 5 Thạnh Hải                | 120                |                            | 2020      | 10/2021   | 9°55′03″B 106°39′56″Đ / 9,917394°B 106,665549°Đ   | xã Thạnh Hải, huyện Thạnh Phú                            | Bến Tre          |
| Số 7 Ba Tri                   | 110                |                            |           | 10/2021   | 9°59′01″B 106°38′43″Đ / 9,98367°B 106,645388°Đ    | xã An Thủy, huyện Ba Tri                                 | Bến Tre          |
| Sunpro Bến Tre                | 30                 |                            | 1/2021    | 10/2021   | 10°02′59″B 106°43′47″Đ / 10,049618°B 106,729691°Đ | xã Thới Thuận, huyện Bình Đại                            | Bến Tre          |
| Thanh Phong                   | 30                 |                            | 2020      | 10/2021   | 9°50′08″B 106°39′14″Đ / 9,835645°B 106,653996°Đ   | xã Thạnh Hải, huyện Thạnh Phú                            | Bến Tre          |
| VPL Bến Tre                   | 60                 |                            |           | 10/2021   | 10°06′42″B 106°46′57″Đ / 10,111624°B 106,782601°Đ | xã Thừa Đức, huyện Bình Đại                              | Bến Tre          |
| Đông Hải 1 (V1-7)             | 100                |                            |           | 10/2021   | 9°32′40″B 106°26′49″Đ / 9,54434°B 106,446897°Đ    | xã Đông Hải, huyện Duyên Hải                             | Trà Vinh         |
| Hàn Quốc - Trà Vinh           | 48                 | 173                        | 5/2020    | 10/2021   | 9°36′53″B 106°33′17″Đ / 9,614836°B 106,554819°Đ   | xã Trường Long Hòa, thị xã Duyên Hải                     | Trà Vinh         |
| Hàn Quốc - Trà Vinh GĐ2       | 96                 | 332,5                      |           |           |                                                   | xã Trường Long Hòa, thị xã Duyên Hải                     | Trà Vinh         |
| Hiệp Thạnh                    | 77.3               | 300                        | 2/2020    | 10/2021   | 9°43′42″B 106°34′05″Đ / 9,728467°B 106,567962°Đ   | xã Hiệp Thạnh, thị xã Duyên Hải                          | Trà Vinh         |
| Trà Vinh V1-1                 | 48                 |                            |           | 10/2021   | 9°40′11″B 106°32′37″Đ / 9,669744°B 106,543695°Đ   | xã Trường Long Hòa, thị xã Duyên Hải                     | Trà Vinh         |
| Trà Vinh V1-2                 | 48                 | 163                        |           | 10/2021   | 9°37′23″B 106°33′36″Đ / 9,622963°B 106,559994°Đ   | xã Trường Long Hòa thị xã Duyên Hải                      | Trà Vinh         |
| Trà Vinh V1-3                 | 48                 | 163                        |           | 10/2021   | 9°39′49″B 106°34′30″Đ / 9,663731°B 106,574881°Đ   | xã Trường Long Hòa thị xã Duyên Hải                      | Trà Vinh         |
| Công Lý Sóc Trăng             | 30                 | 84                         | 1/2018    | 4/2020    | 9°15′05″B 105°51′04″Đ / 9,251474°B 105,85115°Đ    | xã Lai Hòa thị xã Vĩnh Châu                              | Sóc Trăng        |
| Hòa Đông                      | 30                 | 109,3                      | 9/2020    | 10/2021   | 9°25′23″B 106°06′02″Đ / 9,423048°B 106,100648°Đ   | xã Hòa Đông, thị xã Vĩnh Châu                            | Sóc Trăng" "     |
| Hòa Đông 2                    | 72                 |                            | 2021      |           | 9°24′59″B 106°06′59″Đ / 9,416314°B 106,116455°Đ   | xã Hòa Đông, thị xã Vĩnh Châu                            | Sóc Trăng        |
| Lạc Hòa - GĐ1                 | 30                 | 93                         | 9/2020    | 2021      | 9°19′30″B 106°02′57″Đ / 9,324952°B 106,049136°Đ   | xã Lạc Hòa & Vĩnh Hải, thị xã Vĩnh Châu                  | Sóc Trăng        |
| Lạc Hòa (Số 5 ST)             | 30                 |                            | 3/2020    | 10/2021   | 9°26′05″B 106°05′33″Đ / 9,434855°B 106,092362°Đ   | xã Lạc Hòa & Vĩnh Hải, thị xã Vĩnh Châu                  | Sóc Trăng        |
| Lạc Hòa 2                     | 130                |                            |           |           |                                                   | xã Lạc Hòa & Vĩnh Hải, thị xã Vĩnh Châu                  | Sóc Trăng        |
| Quốc Vinh Sóc Trăng (Số 6)    | 30                 |                            | 3/2020    |           | 9°23′52″B 106°09′29″Đ / 9,397915°B 106,158063°Đ   | xã Vĩnh Hải, thị xã Vĩnh Châu                            | Sóc Trăng        |
| Quốc Vinh Sóc Trăng GĐ2       | 99                 |                            |           |           |                                                   | xã Vĩnh Hải, thị xã Vĩnh Châu                            | Sóc Trăng        |
| Số 3 Sóc Trăng                | 30                 |                            |           |           | 9°17′42″B 105°57′56″Đ / 9,294951°B 105,965623°Đ   | phường Vĩnh Phước thị xã Vĩnh Châu                       | Sóc Trăng        |
| Số 7 Sóc Trăng                | 30                 | 108                        | 2020      | 10/2021   | 9°20′29″B 106°05′41″Đ / 9,341459°B 106,094797°Đ   | xã Vĩnh Hải, huyện Vĩnh Châu                             | Sóc Trăng        |
| Bạc Liêu                      | 99                 | 320                        | 9/2010    | 10/2012   | 9°14′21″B 105°49′29″Đ / 9,239033°B 105,824757°Đ   | xã Vĩnh Trạch Đông thành phố Bạc Liêu                    | Bạc Liêu         |
| Bạc Liêu - GĐ3                | 142                | 373                        | 1/2018    |           |                                                   | xã Vĩnh Trạch Đông thành phố Bạc Liêu                    | Bạc Liêu         |
| Đông Hải 1                    | 100                | 365                        | 4/2019    | 8/2021    | 9°08′21″B 105°34′06″Đ / 9,139072°B 105,568443°Đ   | xã Long Điền Đông, huyện Đông Hải                        | Bạc Liêu         |
| Hòa Bình 1                    | 50                 |                            | 7/2019    | 6/2021    | 9°11′32″B 105°43′03″Đ / 9,192099°B 105,717615°Đ   | xã Vĩnh Hậu A, huyện Hòa Bình                            | Bạc Liêu         |
| Hòa Bình 1 - GĐ2              | 50                 | 200                        | 7/2020    | 2021      |                                                   | xã Vĩnh Thịnh, huyện hòa Bình                            | Bạc Liêu         |
| Hòa Bình 2                    | 50                 | 200                        | 7/2020    | 2021      | 9°08′56″B 105°35′17″Đ / 9,148779°B 105,588155°Đ   | xã Vĩnh Thịnh, huyện hòa Bình                            | Bạc Liêu         |
| Hòa Bình 5 - GĐ1              | 80                 | 280                        | 10/2020   | 2021      | 9°10′58″B 105°37′47″Đ / 9,182914°B 105,629742°Đ   | xã Vĩnh Thịnh, huyện Hòa Bình                            | Bạc Liêu         |
| KOSY Bạc Liêu                 | 400                |                            | 10/2020   | 2023      | 9°15′11″B 105°49′13″Đ / 9,253137°B 105,820401°Đ   | xã Vĩnh Mỹ A, huyện Hòa Bình                             | Bạc Liêu         |
| Tân Ân 1 - GĐ1                | 25                 |                            | 12/2020   | 10/2021   | 8°41′19″B 105°07′47″Đ / 8,688532°B 105,129824°Đ   | xã Tân Ân, huyện Ngọc Hiển                               | Cà Mau           |
| Tân Ân 1 - GĐ2                | 75                 |                            |           |           |                                                   | xã Tân Ân, huyện Ngọc Hiển                               | Cà Mau           |
| Tân Thuận                     | 75                 | 220                        | 12/2019   | 2021      | 9°00′45″B 105°24′51″Đ / 9,012541°B 105,414037°Đ   | xã Tân Thuận, huyện Đầm Dơi                              | Cà Mau           |
| Viên An                       | 50                 |                            | 2/2021    | 2021      | 8°35′23″B 104°56′29″Đ / 8,589788°B 104,941318°Đ   | xã Viên An, huyện Ngọc Hiển                              | Cà Mau           |